# Kai Johansen
Kai Johansen (ur. 23 lipca 1940 w Odense – zm. 12 maja 2007) – duński piłkarz, grający na pozycji obrońcy – zawodnik Rangers i kadry narodowej Danii.
Karierę sportową zaczynał jako wychowanek Odense BK, a następnie w 1964 r., zawodnik szkockiej drużyny – Greenock Morton F.C. Zakupiony przez klub piłkarski Rangers FC za 20,000£., występował w jego barwach przez 5 sezonów, w tym czasie uczestnicząc w 238 spotkaniach i strzelając 9 bramek. Był zdobywcą zwycięskiej bramki podczas meczu z Celtic F.C., podczas finału Pucharu Szkocji w 1966 r. Wystąpił 20 razy w  barwach drożyny narodowej Danii.
Johansen zmarł na raka. Kibice oraz piłkarze uczcili go minutą ciszy przed meczem  Rangers FC. z Kilmarnock FC., 13 maja 2007 r.